# Heliophila dregeana
Heliophila dregeana là một loài thực vật có hoa trong họ Cải. Loài này được Sond. mô tả khoa học đầu tiên.